# Chrissy Houlahan

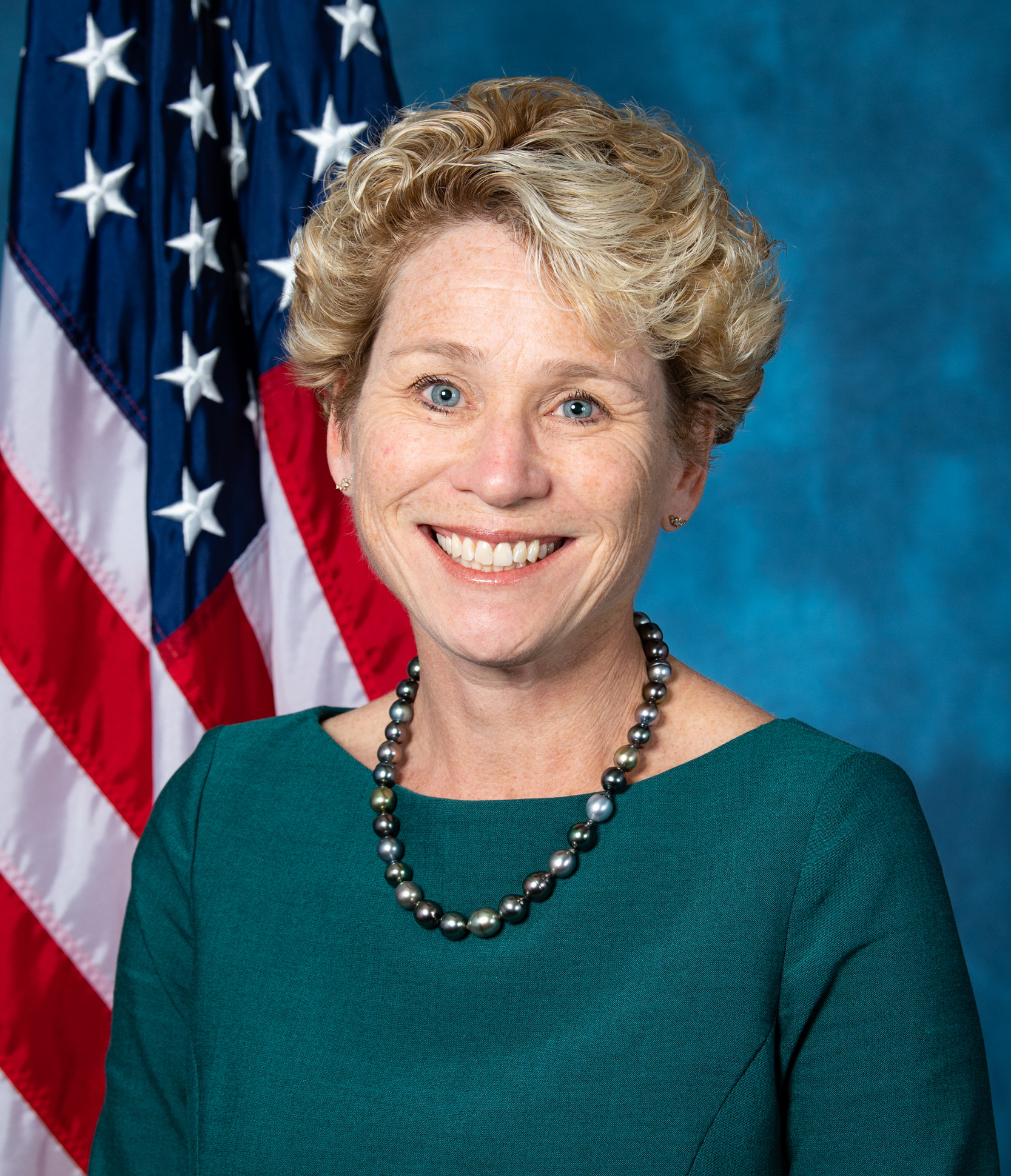
Chrissy Houlahan (2018)

Christina Marie Houlahan (* 5. Juni 1967 als Christina Marie Jampoler auf der Naval Air Station Patuxent River, Saint Mary’s County, Maryland) ist eine US-amerikanische Politikerin der Demokratischen Partei. Seit 2019 vertritt sie den sechsten Distrikt des US-Bundesstaats Pennsylvania im Repräsentantenhaus der Vereinigten Staaten.

## Leben
Chrissy Houlahan, deren Vater Mitglied der United States Navy war, verbrachte ihre Kindheit und Jugend auf mehreren Militärbasen innerhalb der Vereinigten Staaten. Ihr Vater war als Kind auf der Flucht vor dem Holocaust aus Polen in die USA gekommen. Sie studierte Ingenieurwissenschaften an der Stanford University. Nach dem Bachelorabschluss 1989 schloss sich Houlahan der United States Air Force an und war mehrere Jahre auf der Hanscom Air Force Base tätig, anschließend war sie bis 2004 Mitglied der United States Air Force Reserve. Sie erreichte den Rang eines Captain. 1994 erwarb sie den Master of Science in Technologiepolitik am Massachusetts Institute of Technology. Sie trat der Organisation Teach For America bei und arbeitete ein Jahr als Lehrerin an der Simon Gratz High School in Philadelphia.
Chrissy Houlahan ist verheiratet und hat zwei erwachsene Töchter. Sie lebt zusammen mit ihrem Ehemann in Devon (Pennsylvania).

## Politik
2017 bewarb sich Houlahan, die bis dahin über keine politische Erfahrung verfügte, für die Repräsentantenhauswahlen der Vereinigten Staaten. Als einzige Bewerberin der Demokratischen Partei trat Houlahan gegen den Republikaner Greg McCauley an, gegen den sie sich mit 58,8 Prozent der Stimmen durchsetzen konnte.
Sie vertritt im Repräsentantenhaus den sechsten Kongresswahlbezirk, der das Chester County und Teile des Berks County umfasst und historisch eher republikanisch dominiert war. Houlahan ist die erste Demokratin, die diesen Kongresswahlbezirk seit dessen Bildung im Jahr 2002 vertritt. Im Wahlkampf wurde sie unter anderem von Organisationen wie EMILY’s List, Human Rights Campaign, dem Giffords Law Center to Prevent Gun Violence und der Veteranenorganisation VoteVets.org unterstützt. Houlahan befürwortet eine Festlegung der Arzneimittelpreise durch die Regierung und die Einführung eines allgemeinen Krankenversicherungssystems, wobei sie eine Bürgerversicherung ablehnt. Im Januar 2019 sprach sie sich gegen den Abzug der amerikanischen Truppen aus dem Bürgerkrieg in Syrien aus.
Bei der Repräsentantenhauswahl im November 2020 wurde Houlahan mit 56 Prozent der Stimmen gegen den Republikaner John Emmons für eine weitere Amtszeit gewählt. Die Primary (Vorwahl) ihrer Partei für die Wahlen 2022 am 24. Mai gewann sie ohne Gegenkandidaten und trat am 8. November 2022 gegen Guy Ciarrocchi von der Republikanischen Partei an. Sie besiegte Ciarrocchi mit 56,3 Prozent der Stimmen. Die Vorwahl zur Kongresswahl 2024 gewann sie ohne Gegenkandidaten und wurde bei der Hauptwahl mit 56,2 Prozent der Stimmen vor ihrem Konkurrenten Neil Young in das Repräsentantenhaus des 119. Kongresses gewählt.

### Ausschüsse
Houlahan ist aktuell Mitglied in folgenden Ausschüssen des Repräsentantenhauses:
- Committee on Armed Services
  - Military Personnel (Ranking Member)
  - Cyber, Information Technologies, and Innovation
- Permanent Select Committee on Intelligence